# Église de toutes les béatitudes (Harjavalta)
Ne doit pas être confondu avec Église des Béatitudes.
Pour les articles homonymes, voir Béatitudes (homonymie).
L’église de toutes les béatitudes (finnois : Kaikkien autuuksien kirkko)  ou église de Harjavalta (finnois : Harjavallan kirkko) est une église luthérienne  située à Harjavalta en Finlande.

## Description
Conçue par l’architecte Pekka Pitkänen qui a remporté en 1981 le concours d'architecte, l'église est inaugurée le  4 novembre 1984. 
L'église a 500 sièges.
Dans l'entrée de l'église, on peut voir une copie du sarcophage de Saint-Henri (fi) de l'église de Nousiainen .